# 高市郡
高市郡（日语：／ Takaichi gun */?）為位於日本奈良縣中部的郡。
現在轄有：
- 高取町
- 明日香村

在1880年實施郡區町村編製法時的轄區還包括現在的橿原市除東北部外的大部分地區和大和高田市的東南部地區。

## 歷史
在令制國時代屬於大和國，依據10世紀編撰的和名類聚抄，高市郡內設有巨勢鄉、波多鄉、遊部鄉、檜前鄉、久米鄉、雲梯鄉、賀美鄉。
14世紀的南北朝时代時，屬於南朝一方的越智氏在此建立了高取城，並一直統治此地直到16世紀戰國時代末期。江戶時代高市郡的大部分區域成為高取藩領地，另有部分區域為幕府直屬或是旗本的領地。
19世紀末明治維新後，這些區域曾先後隸屬奈良縣、高取縣、堺縣、大阪府，直到1887年重新恢復設置奈良縣後，才再次隸屬奈良縣。
在1880年實施郡區町村編製法時，正式的設置了近代的行政區劃「高市郡」，最初在葛上郡御所町（位於現在的御所市）設置了「御所郡役所」負責地方業務，由於該郡役所同時也負責管轄周邊的葛下郡、忍海郡，也因此後來又改稱為「高市葛上葛下忍海郡役所」。

### 沿革

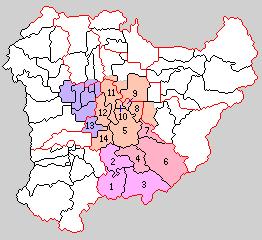
1889年高市郡轄下的行政區劃：
1.船倉村、2.越智岡村、3.高取村、4.阪合村、5.白橿村、6.高市村、7.飛鳥村、8.鴨公村、9.八木町、10.今井町、11.真菅村、12.金橋村、13.天滿村、14.新澤村
（紫色：現屬大和高田市、橙色：現屬橿原市、桃色：現屬高取町、紅色：現屬明日香村））

- 1889年4月1日：實施町村制，高市郡下設：船倉村（日语：船倉村 (奈良県)）、越智岡村（日语：越智岡村）、高取村、阪合村（日语：阪合村）、白橿村（日语：畝傍町）、高市村（日语：高市村）、飛鳥村（日语：飛鳥村 (奈良県)）、鴨公村（日语：鴨公村）、八木町（日语：八木町 (奈良県)）、今井町（日语：今井町 (奈良県)）、真菅村（日语：真菅村）、金橋村（日语：金橋村）、天滿村（日语：天満村 (奈良県)）、新澤村（日语：新沢村）。（2町12村）
- 1891年6月3日：高取村改制為高取町。（3町11村）
- 1897年8月1日：實施郡制（日语：郡制），郡役所設於八木町。
- 1923年4月1日：廢除郡會和郡參事會。
- 1926年7月1日：廢除郡役所，此後郡不再作為行政區劃，只作為地名的表示。
- 1928年2月11日：白橿村改制並改名為畝傍町（日语：畝傍町）。（4町10村）
- 1949年6月8日：磯城郡耳成村（日语：耳成村）的內膳地區被併入八木町。
- 1954年10月1日：船倉村、越智岡村、高取町合併為新設置的高取町。（4町8村）
- 1956年2月11日：畝傍町、鴨公村、八木町、今井町、真菅村和磯城郡耳成村合併為橿原市[2]，並脫離高市郡。（1町6村）
- 1956年7月3日：（1町2村）
  - 阪合村、高市村、飛鳥村合併為明日香村。
  - 金橋村和新澤村被併入橿原市。[2]
- 1957年3月1日：天滿村被併入大和高田市。（1町1村）

### 變遷表
| 1889年4月1日 | 1889年 - 1912年           | 1912年 - 1944年                  | 1945年 - 1954年                  | 1955年 - 1989年             | 1989年 - 現在               | 現在                        |
| ------------ | ------------------------- | -------------------------------- | -------------------------------- | --------------------------- | --------------------------- | --------------------------- |
| 天滿村       | 天滿村                    | 天滿村                           | 天滿村                           | 1957年3月1日 併入大和高田市 | 1957年3月1日 併入大和高田市 | 1957年3月1日 併入大和高田市 |
| 船倉村       | 船倉村                    | 船倉村                           | 1954年10月1日 合併為高取町       | 1954年10月1日 合併為高取町  | 1954年10月1日 合併為高取町  | 1954年10月1日 合併為高取町  |
| 越智岡村     |                           |                                  | 1954年10月1日 合併為高取町       | 1954年10月1日 合併為高取町  | 1954年10月1日 合併為高取町  | 1954年10月1日 合併為高取町  |
| 高取村       | 1891年6月3日 改制為高取町 | 1891年6月3日 改制為高取町        | 1954年10月1日 合併為高取町       | 1954年10月1日 合併為高取町  | 1954年10月1日 合併為高取町  | 1954年10月1日 合併為高取町  |
| 阪合村       | 阪合村                    | 阪合村                           | 阪合村                           | 1956年7月3日 合併為明日香村 | 1956年7月3日 合併為明日香村 | 1956年7月3日 合併為明日香村 |
| 高市村       |                           |                                  |                                  | 1956年7月3日 合併為明日香村 | 1956年7月3日 合併為明日香村 | 1956年7月3日 合併為明日香村 |
| 飛鳥村       |                           |                                  |                                  | 1956年7月3日 合併為明日香村 | 1956年7月3日 合併為明日香村 | 1956年7月3日 合併為明日香村 |
| 金橋村       | 金橋村                    | 金橋村                           | 金橋村                           | 1956年7月3日 併入橿原市     | 橿原市                      | 橿原市                      |
| 新澤村       |                           |                                  |                                  | 1956年7月3日 併入橿原市     | 橿原市                      | 橿原市                      |
| 白橿村       | 白橿村                    | 1928年2月11日 改制並改名為畝傍町 | 1928年2月11日 改制並改名為畝傍町 | 1956年2月11日 合併為橿原市  | 橿原市                      | 橿原市                      |
| 鴨公村       |                           |                                  |                                  | 1956年2月11日 合併為橿原市  | 橿原市                      | 橿原市                      |
| 八木町       |                           |                                  |                                  | 1956年2月11日 合併為橿原市  | 橿原市                      | 橿原市                      |
| 今井町       |                           |                                  |                                  | 1956年2月11日 合併為橿原市  | 橿原市                      | 橿原市                      |
| 真菅村       |                           |                                  |                                  | 1956年2月11日 合併為橿原市  | 橿原市                      | 橿原市                      |
| 磯城郡耳成村 |                           |                                  |                                  | 1956年2月11日 合併為橿原市  | 橿原市                      | 橿原市                      |